# 伊戈尔·科拉科维奇
伊戈尔·科拉科维奇（羅馬化：Igor Kolaković，1965年6月4日—），黑山排球运动员、教练。他曾带领塞尔维亚国家队参加2008年和2012年夏季奥林匹克运动会排球比赛，队伍最好名次为2008年奥运会的第五名。